# Ulamia
Ulamia is een geslacht van vlinders van de familie slakrupsvlinders (Limacodidae).

## Soorten
- U. dolabrata (Stoll, 1780)
- U. sericea (Schaus, 1892)